# 南部晴継
南部 晴継（なんぶ はるつぐ）は、陸奥国の戦国大名。南部氏25代当主。

## 略歴
元亀元年（1570年）、24代当主・南部晴政の長男として誕生。母は百姓の娘（晴政・晴継没後33歳で仏門に入り大宝比丘尼と号す）。父・晴政は実子の誕生を諦めて叔父・石川高信の長男・南部信直を養子に迎えていたが、晴継が生まれると次第に信直を疎むようになり、天正4年（1576年）には信直を廃嫡して晴継を世子にした。
天正5年（1577年）、北信愛を烏帽子親として元服した。なお、家督相続の時期に関しては、天正元年（1573年）、天正5年（1577年）、天正10年（1582年）の3説があるが、信直と晴政の養子関係が白紙になったのは天正4年（1576年）である。そのため天正5年説か天正10年説の2つに絞られるが、未だ幼少であることを考えると、天正10年（1582年）の父・晴政の病死後に家督を継いだものと思われる。
天正10年（1582年）、僅か13歳で疱瘡を病んで死んだ（『南部根元記』）。父の葬儀を終わらせて三戸城に帰城する途上で、夜陰に乗じた暴漢に襲われて一命を落としたともいわれる。この暴漢は、家督を狙っていた南部信直が指揮していたものとも、九戸政実が指揮していたものとも言われ、いずれも暗殺の可能性が高い。また異説では、父の晴政ともども南部信直の反乱によって殺されたといわれる。